# Troporhogas albipes
Troporhogas albipes är en stekelart som beskrevs av Cameron 1905. Troporhogas albipes ingår i släktet Troporhogas och familjen bracksteklar. Inga underarter finns listade i Catalogue of Life.